# Medava diminuens
Medava diminuens är en fjärilsart som beskrevs av Walker 1863. Medava diminuens ingår i släktet Medava och familjen trågspinnare. Inga underarter finns listade i Catalogue of Life.